# كينت سيمبسون
كينت سيمبسون هو لاعب هوكي الجليد كندي، ولد في 26 مارس 1992 في إدمونتون في كندا.

## وصلات خارجية
- كينت سيمبسون على موقع دوري الهوكي الوطني (الإنجليزية)
- كينت سيمبسون على موقع EliteProspects.com (الإنجليزية)
- كينت سيمبسون على موقع HockeyDB.com (الإنجليزية)
- كينت سيمبسون على موقع Hockey-Reference.com (الإنجليزية)